# Réserve nationale de la forêt de Kakamega
Pour les articles homonymes, voir Kakamega (homonymie).
La réserve nationale de la forêt de Kakamega (anglais : Kakamega Forest National Reserve) (swahili : Msitu wa Kakamega) est une réserve nationale située dans le comté de Kakamega au Kenya. Bien que la réserve nationale ne s'étend que sur une superficie de 45 km2, elle fait partie d'un plus vaste domaine forestier grand, lui, de 230 km2 et qui est la dernière forêt tropicale primaire du pays.

## Histoire
- 1910, ouverture du système Shamba[note 1],[1] ;
- 1926, création de la réserve forestière de Kakamega ;
- 1967, création de la réserve de Yala et Isicheno ;
- 1979, instauration de taxes pour l'utilisation des produits forestiers ;
- 1984, importante déforestation dans la partie sud pour créer la zone de culture du théier de Nyao ;
- 1985, suppression du système Shamba et création des réserves intégrales de Buyangu et de Kisere.

## Gestion
La forêt de Kakamega est divisées en trois réserves distinctes :
- la réserve nationale gérée par le KWS (Kenya Wildlife Service). Située au nord, elle correspond aux forêts de Buyangu et de Kisere ;
- la réserve forestière gérée par le ministère des forêts, des mines et du sol (Ministry of Forests, Mines and Lands) ;
- la réserve naturelle gérée par le même ministère. Il s'agit de deux zones enclavées dans la réserve forestière, l'une au centre (Isicheno) et l'autre au sud (Lirhanda) ;

Dans la réserve nationale, toute interaction de l'homme est strictement interdite et les contrevenants réprimés. Dans les deux autres, les habitants de la région sont autorisés, depuis 1979, à ramasser le bois mort ou à faire paitre leur bétail pour un droit d'entrée mensuel de 100 KES.

## Écosystème

### Biotope

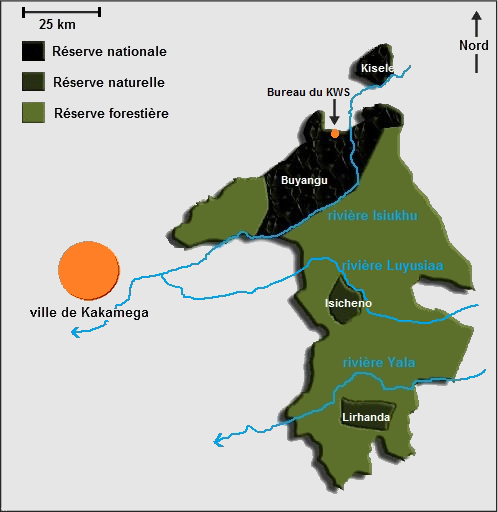
Plan de la forêt de Kakamega.

La forêt de Kakamega est la dernière réminiscence, au Kenya, de l'ancienne forêt tropicale humide qui s'étendait de l'océan Atlantique (Guinée) à l'océan Indien (Kenya). Elle est entrecoupée de clairières plus ou moins vastes créées soit par les animaux sauvages comme les éléphants soit par l'homme pour y faire paitre son bétail. L'altitude varie entre 1 500 et 1 734 m.

Les températures diurnes y varient entre 20 et 30 °C. La température diurne la plus basse jamais enregistrée fut de 11 °C.

Les précipitations atmosphériques mensuelles varient entre 200 et 700 mm avec une longue saison des pluies entre mars et avril ainsi qu'une plus courte entre novembre et décembre. Les mois les plus secs sont janvier et février. La pluviométrie moyenne annuelle est de 2 080 mm.

Deux rivières importantes, la Yala et l'Isiukhu, la traversent augmentant ainsi l'hygrométrie.

### Biocénose
Comme dans toute forêt dense, la biocénose est caractérisée par une flore visant le maximum d'ensoleillement et par une faune adaptée à cet univers touffu.

Entre 2001 et 2010, des scientifiques allemands œuvrant pour le projet BIOTA East Africa ont recensé l'ensemble de cette biocénose,.

#### Faune
Si les grands mammifères y sont rares, les différentes espèces d'oiseaux, de serpents et de papillons répertoriées y sont très variées :
- 400 espèces de papillons dont des Acraea, des Junonia, des Tirumala, des  Limenitidinae euphaedra ou des Charaxes ;
- d'autres arthropodes comme le Goliathus goliathus, des mantidés ou des mille-pattes ;
- 367 espèces d'oiseaux dont nombre de musophagiformes et plus particulièrement le touraco géant ainsi que des Timaliidae dont le Kakamega poliothorax ou des Nectarinia dont le Nectarinia rubescens kakamegae. Plus rare, le Psittacus erithacus erithacus, une des deux sous-espèces du perroquet jaco, dont la population est estimée à une dizaine d'individus ainsi que le gobe-mouche de Chapin dont l'espèce est aussi menacée ;
- 40 espèces de serpents comme des cobras forestiers dont le Naja melanoleuca. La vipère du Gabon, le mamba noir et le mamba vert sont aussi présents ;
- d'autres squamates comme des caméléons, des geckos et des agamas ;
- des amphibiens comme des Phrynobatrachus, des crapauds ou le Ptychadena mascareniensis ;
- des singes comme le cercopithèque de Brazza (une espèce menacée), le colobe guéréza, le cercopithèque à diadème, le cercopithèque ascagne, le babouin olive ou d'autres primates comme le potto de Bosman (réputé pour être le mammifère le plus lent sur terre) ;
- d'autres mammifères comme des écureuils, dont l'écureuil géant des forêts (Protoxerus stangeri), la mangouste d'Égypte, la civette africaine et la civette palmiste africaine, le Potamogale velox ou le Potamochoerus porcus.

#### Flore
Elle est caractérisée par des arbres massifs. Parmi les 350 espèces de plantes recensées, 160 sont indigènes dont nombre de fougères et d'orchidées ainsi que le basilic camphré (Ocimum kilimandscharicum) très apprécié dans la composition d'huiles essentielles mais aussi en phytothérapie comme antiseptique ou comme contrepoison des morsures de serpent.

Le plus grand (plus de 40 m) et le plus vieil (environ 250 ans) arbre, localement connu sous le nom de mama mutere, est un Maesopsis eminii, (également indigène). L'écorce de cette espèce a une grande valeur en médecine traditionnelle dans le traitement des maux d'estomac. D'aucun disent qu'elle est aussi bénéfique dans la lutte contre le cancer de la prostate.

## Dangers pour l'écosystème
Le braconnage et l'abattage clandestin sont deux dangers pour l'ensemble de la forêt. Des heurts entre les habitants de la région et les gardes forestiers sont courants.
Un autre danger qui concerne directement la zone forestière et, à terme, la réserve nationale est la vente de terrains à des sociétés commerciales.
Une étude, initiée par le gouvernement britannique et publiée en 1993, appelée KIFCON (Kenya Indigenous Forest Conservation Forest Project) révèle que la forêt a perdu près de 50 % de son volume entre 1975 et 1991.

## Activités propices à l'écosystème
- trois projets réalisés par le KEEP (Kakamega Environmental Education Program) :
  - élevage de papillons indigènes et endémiques. Ceux-ci sont destinés non seulement aux lépidoptérophiles kényans et étrangers mais aussi au repeuplement[6],
  - pépinière pour plants d'arbres indigènes connus pour leurs propriétés phytothérapeutiques ou médicinales,
  - sensibilisation et éducation, sur le terrain, des écoliers et étudiants de 140 écoles régionales à la sauvegarde de la biocénose ;
- culture du basilic camphré sur le pourtour de la forêt ;
- depuis 1994, le groupement de femmes Mama watoto (« maman des enfants » en swahili) aide ses adhérents à boiser leurs propres terrains avec des arbres soit destinés à la chauffe comme le Grevillea robusta soit destinés à attirer les insectes pollinisateurs comme le Calliandra calothyrsus[7] ;
- en 2010, la Direction générale de la Coopération au Développement du ministère des Affaires étrangères belge a récompensé financièrement un projet d'introduction d'abeilles sans dard pour l'apiculture locale[8].

## Autres points d’intérêt
- Les chutes de la rivière Isiuku lors de son entrée dans la forêt de Buyangu ;
- dans les flancs de la colline de Lirhanda sont percées des galeries, visitables, d'une ancienne mine d'or où l'on peut observer des colonies de chauves-souris ;
- non située dans les réserves mais à Ilesi (3 km au sud de Kakamega), la Crying stone. C'est un rocher quartzite haut de 40 m. Il fait partie des roches qui « pleurent » répertoriées dans la région. Quelle que soit l'aridité de la saison, de l'eau sourd en permanence de sa base[9].

## Informations pratiques

### Réserve nationale
- La réserve nationale possède une seule entrée située près des bureaux du KWS ;
- l'accès est ouvert toute l'année de 6 à 18 h et le droit d'entrée se règle uniquement en monnaie fiduciaire (KES ou USD) ;
- les véhicules à moteur sont interdits en dehors de la piste menant à la colline de Buyangu. Les différents sentiers sont parfaitement entretenus et balisés ;
- point de vue au sommet de la colline de Buyangu ;
- dans la réserve de Buyangu, on trouve les deux  petits pavillons du gîte d'Isukuti parfaitement équipés pour recevoir les voyageurs et un site appelé Udo's bandas (banda (mabanda au pluriel) signifie « abri » en swahili) comportant six mabanda dont l'équipement est plus sommaire que celui des pavillons ainsi qu'un camping.

### Réserves forestière et naturelle
- Les réserves forestière et naturelle sont libres d'accès. La réserve forestière est traversée par deux pistes en terre battue en bon état, mais fort fréquentées par les riverains, permettant l'accès aux deux zones classées d'Isichino et de Lirhanda ;
- point de vue au sommet de la colline de Lirhanda qui est également, avec 1 734 m d'altitude, le point culminant du comté de Kakamega ;
- le long de la piste entre Shinalyu et Chepsonoi, l'église chrétienne Trinity Fellowship gère un centre de retraite pourvu de cinquante chambres.